# Francesco Antonio Lucifero
Francesco Antonio Lucifero (Crotone - 3 avril 1799, Crotone), baron d'Aprigliano (aujourd'hui Apriglianello), est un homme politique, patriote et révolutionnaire italien.

## Biographie
Francesco Antonio Lucifero vient d'une famille noble et comptait parmi ses ancêtres Giovanni Matteo Lucifero († 1551), évêque d'Umbriatico et de Crotone qui fut nommé archidiacre par le pape Clément VII.
Né à Crotone, il adhère en 1799 à la République parthénopéenne, république sœur de la Première République française proclamée à Naples, est devient ainsi le leader des troupes rebelles de sa ville natale. Jouissant de sa puissance, il est nommé maire de Crotone peu de temps après.
Lors de la répression de la République parthénopéenne, il est capturé par les sanfédistes du cardinal Fabrizio Dionigi Ruffo car il est reconnu comme un des principaux responsables des mouvements jacobins de Crotone. Avec lui furent aussi fait prisonnier deux rebelles de Crotone, Bartolo Villaroja et Giuseppe Suriano, ainsi qu'un sicilien originaire de Licata, Giuseppe Ducarne.
La sentence du procès des rebelles tomba le 31 mars avec accusation de crime de lèse-majesté. Francesco Antonio Lucifero ainsi que les trois autres rebelles sont condamnés à mort et fusillés le 3 avril 1799 dans le château-forteresse de Crotone,,.

## Reconnaissance
- Une rue du centre historique de Crotone est nommée en son honneur.

## Sources
- (it) Cet article est partiellement ou en totalité issu de l’article de Wikipédia en italien intitulé « Francesco Antonio Lucifero » (voir la liste des auteurs).